# Cucumis prophetarum

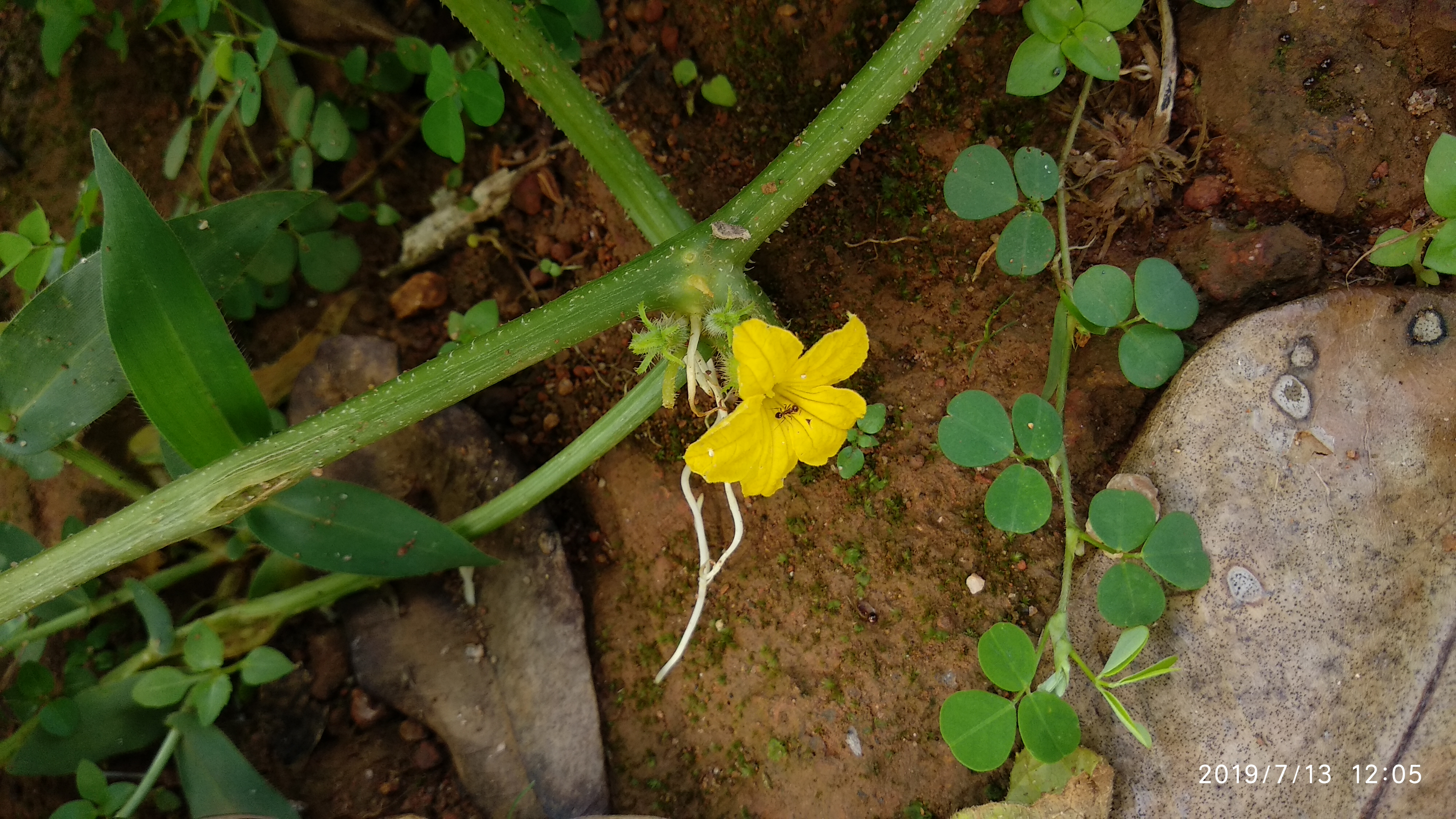
Květ

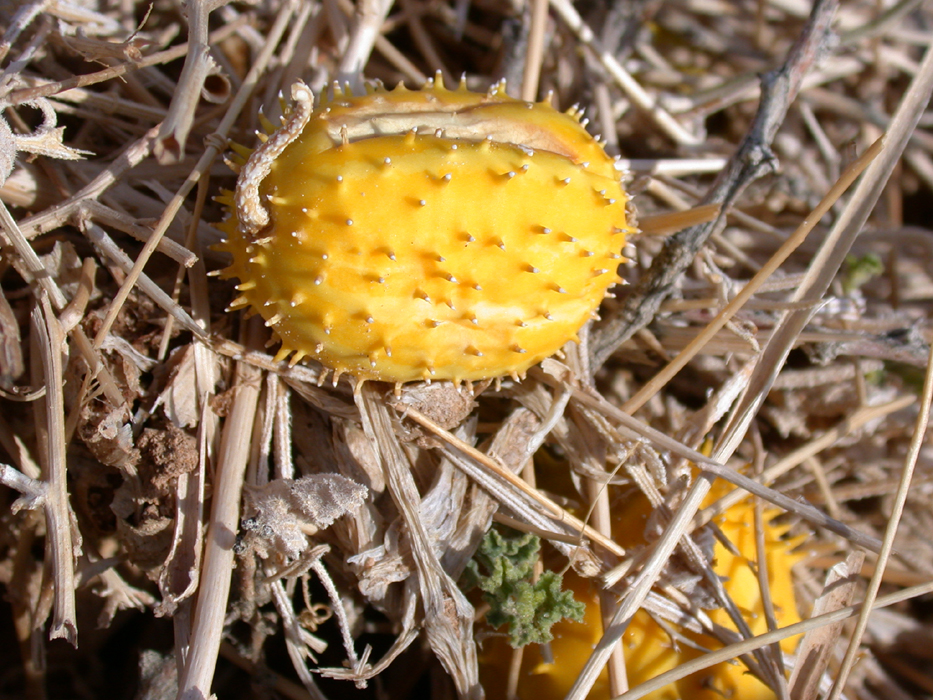
Plod

Cucumis prophetarum je nešlechtěný, vytrvalý druh rodu okurka vyrůstající v suchých oblastech, kde rostlině stačí jen krátkodobý přístup k vláze. Rostlina má úponky a v případě opory se lodyhy pnou do výše 2 m, většinou se však plazí po zemi. S nástupem léta a dozráním plodů lodyhy s listy usychají. Žluté, drobné, asi 3 cm plody s měkkými ostny jsou ve zralosti pro svou hořkost nejedlé.

## Výskyt
Bylina je rozšířena hlavně po savanách a pouštních okrajích v Africe i Asii. V Africe roste v severní části, od břehů Atlantského oceánu na západě po Rudé moře a sever Indického oceánu na východě. V Asii je také rozšířena na velkém prostoru, od Arabského poloostrova přes Blízký východ až do pouštních oblastí Indie. Byla zavlečena i do Jižní Ameriky, do horských oblastí západní Argentiny.

## Ekologie
Původní stanoviště se nacházejí v oblastech polopouští, kde je sice sucho, ale na začátku roku bývá dostatek vláhy, aby rostlina mohla vyrůst. Bylina má houževnatý kořen schopný podržet vodu, kterým se přes suchý povrch dostává do štěrkovitého podloží vádí, kde se krátkodobě plytce vyskytuje podzemní voda. V místech s větším množstvím vláhy bývá součásti xerofytních keřovitých porostů, po kterých její lodyhy šplhají za světlem. Roste také občas na místech přetvořených lidmi, jako jsou okraje vedlejších komunikací, na polích nebo přímo na opuštěných úhorech. Vyskytuje se i v zazemněných dunách v blízkosti mořského pobřeží a za příhodných hydrologických podmínek na kamenitých svazích v nadmořské výšce až do 2800 m n. m. Většinou vyrůstá samovolně, jen výjimečně je uměle vysazována.
Nové lodyhy s listy a květy se objevují poměrně brzy po jarním přísunu vláhy, obvykle již v únoru a březnu a plody dozrávají v červnu a červenci. V průběhu léta lodyhy odumírají. Ploidie druhu je 2n = 24.

## Popis
Popínavá nebo plazivá, vytrvalá, jednodomá bylina s rozvětvenými lodyhami dlouhými až 2,5 m, které se přichycují opory i podkladu krátkými, jednoduchými, drsnými úponky. Lodyha vyrůstající z vytrvalého, vláknitého, hlíznatého kořene je tenká, rýhovaná a pokrytá žahavým, štětinatými chlupy. Střídavě je porostlá v obryse vejčitě okrouhlými listy, dlouhými 2 až 6 cm a s asi 3 cm řapíkem. Čepele listů mívají obvykle tří až pět tupých či zašpičatělých hlubokých laloků, na bázi jsou slabě srdčité, na vrcholu špičaté, po obvodě zvlněné nebo drobně zubaté a oboustranně drsně chlupaté.
Květy žluté barvy vyrůstající na lodyze jsou samčí nebo samičí. Větší počet bývá květů samčích, které vyrůstají až po třech na stopkách do 1 cm dlouhých, samičí květy rostou jednotlivě na 2 cm stopkách. Květní lůžko bývá 5 mm velké. Květ má zelený kalich s asi 2 mm čárkovitými cípy a 4 mm trubkou. Koruna je žlutá, nálevkovitá, korunní lístky jsou 5 až 9 mm velké, vně chlupaté. V samčím květu jsou tři volné tyčinky s krátkými nitkami nesoucí 3 mm prašníky, v samičím je spodní elipsoidní semeník s mnoha vajíčky a krátká čnělka obklopená prstencovým diskem s nektarem rozdělená na tři blizny.
Plod je vejčitá až eliptická, 2 až 4 × 2 až 3 cm velká žlutá bobule, která do doby zralostí je podélně zeleně a bíle proužkovaná. Je sametově chlupatá a porostlá měkkými ostny. Zralý plod je hořký a nepoživatelný. Obsahuje šťavnatou dužinu kryjící množství šedých elipsoidní semen velkých 4 × 2 mm.

## Použití
Nezralé plody nejsou příliš hořké a konzumují se syrové nebo se nakládají do kyselého nálevu, který hořkost zmírňuje. Zráním plody získávají na hořkosti, která se však varem ztrácí. V případě potravinové nouze se vaří a následně konzumují, také se nakrájí na plátky, na slunci usuší a uvaří až později. Podobně i listy se vaří jak čerstvé, tak sušené. Plody se většinou sbírají z volně rostoucích rostlin, pouze ojediněle se prodávají na tržištích.
Ve zralém stavu plod obsahuje hořké biochemické sloučeniny triterpeny cucurbitany, hlavně typu B i D, které fungují jako obrana rostliny proti býložravcům. Plody se v lidovém léčitelství používají jako dávidlo a při potížích souvisejících se záněty. Je prokázáno, že obsahují látky s protirakovinnými a hepatoprotektivními účinky. Semeno obsahuje asi 30 % bílkovin a 25 % tuku, převažujícími mastnými kyselinami jsou kyselina linolová se 64 %, palmitová 16 %, olejová 11 % a stearová 8 %.